# Charles Adler
Charlie Adler (Paterson, New Jersey, USA, 1956. október 2. –) amerikai szinkronszínész és szinkronrendező. Csupó Gábor és a Klasky-Csupo valamennyi rajzfilmjéhez ő rendezte az eredeti szinkront, mint például A Thornberry család, Fecsegő tipegők, Rocket Power, Ginger naplója, Mindenki felnőtt, Jóska menni Amerika és ezek mozifilm változatai. Ezen kívül a Vidám manók Karácsonya, Cserecsapat, Király suli, Nyomi szerencsétlen utazásai és a Stripperella rajzfilmek szinkronrendezője volt.

## Sorozatbeli szerepei
- Transformers - Silverbolt
- G.I. Joe - Low-Light
- Jem - Eric Raymond (Újréti László)
- Hupikék törpikék - Zöldőr törpifjonc (Várhegyi Teréz/Detre Annamária)
- Én Kicsi Pónim - Tüske, a sárkány (Bor Zoltán/Seszták Szabolcs)
- Frédi és Béni, avagy a kőkorszaki buli - Barlangi Kutacs (Kisfalusi Lehel)
- Kacsamesék - Sviháp, a kereskedő (Kautzky József), Pluck (Bor Zoltán)
- Scooby-Doo, a kölyökkutya - Nagy A'Dagi, Gus a gondnok, Dr. Kuruty (Kapácsy Miklós), Wendel McWendel (Kossuth Gábor)
- Paddington medve - Paddingon medve (Kassai Károly)
- Örökzöld mesék - a rút kiskacsa (Kerekes József), krokodil #1 (Csurka László)
- Tom és Jerry gyerekshow - Dripple kutya (Bolba Tamás)
- Balu kapitány kalandjai - Dili kutya (Forgács Gábor/Várkonyi András/Galbenisz Tomasz), szabadúszó pilóta (Harsányi Gábor)
- Pöttöm kalandok - Öcsi nyuszi (Boros Zoltán), Roderick patkány (Harsányi Gábor), Rissz-Rossz Sam
- Maszkacsa - Andy majom
- Dinka banda - pantomimtanár (Fekete Zoltán)
- A kis hableány - csikóhal
- Nyekk, a macska - JB, Bill
- Fővárosi rágcsálók - Jammett egér
- Droopy, a mesterdetektív - Dripple kutya (Kossuth Gábor), Flúgos mókus (Bartucz Attila)
- Gézengúz hiúz - rendőrsziréna
- Két lökött kutya - Greg
- Sonic a sündisznó - Snively
- Kandúr Kommandó - T-Bone (Szűcs Sándor)
- Rocko - Nagyfejű Ed (Úri István), Nagyfejű Bev (Beregi Péter), George Wolfe (Varga Tamás), Wolfe nagypapa (Komlós András), Mr. Dupette (Breyer Zoltán), Gladys víziló (Némedi Mari)
- Húsvéti Maci Laci - Paulie (Faragó András)
- Aladdin - Mechaniklész (Szacsvay László)
- Jaj, a szörnyek! - Füli (Szokol Péter/Kassai Károly)
- A Maszk - Pete
- Félix macska őrült kalandjai - Félix macska
- Micsoda rajzfilm! - földönkívüli
- Timon és Pumbaa - Irwin, a pingvin (Kerekes József), Ted #2 (Szokol Péter)
- Dzsungel könyve kölykök - Ned, a pávián
- Kacsacsapat - remete
- Boci és Pipi - Boci (Náray Erika), Pipi (Szerednyey Béla), Csontnélküli Csirke (Harsányi Gábor/Szűcs Sándor), Paprika (Vass Gábor)
- Én vagyok Menyus - Bambula (Szerednyey Béla), Paprika (Vass Gábor)
- Johnny Bravo - filmrendező
- Brandy és Mr. Bajusz - Mr. Bajusz (Seszták Szabolcs)
- Ozzy és Drix - baktérium vezér (Szokol Péter)
- Űrkedvencek - Dinko (Seszták Szabolcs), Flip (Szokol Péter)
- X-Men: Újrakezdés - Mojo
- G.I.Joe: Renegátok - Kobra Parancsnok (Forgács Gábor)
- Bosszúállók újra együtt - M.O.D.O.K. (Háda János)

## Filmszerepei
- Én Kicsi Pónim: A film - Tüske, a sárkány (Horváth Zoltán)
- G.I. Joe: A film - Low-Light (Helyey László)
- Judy Jetson és a rockerek - Quark (Gesztesi Károly), Zappy
- A jó, a rossz és Foxi Maxi - Pinky Dalton (Jakab Csaba), tévébemondó (Forgács Gábor)
- Mickey egér: Koldus és királyfi - menyét őr #2 (Forgács Gábor), menyét őr #3 (Végh Péter/Fekete Zoltán)
- Apró-cseprő kalandok: Egy nyúlfarknyi vakáció - Öcsi nyuszi (Kassai Károly)
- Huncut világ - Sürge, a pók (Forgács Gábor)
- Aladdin - Gazeem (Botár Endre), dinnyeárus (Hollósi Frigyes), gyümölcsárus (Barbinek Péter)
- Volt egyszer egy erdő - Waggs, a mókus (Halmágyi Sándor)
- Frédi és Béni Hollyrockban - Rocky
- Scooby-Doo és az Arábiai Lovagok - kapitány (Orosz István)
- Tom és Jerry: Vigyázz, kész, sajt! - Nagyi (Kassai Ilona)
- Transformers trilógia - Üstökös (Láng Balázs)
- Khumba - sziklapatkány vezér (Seder Gábor)

## További információ
- Hivatalos oldal
- Charles Adler a PORT.hu-n (magyarul)
- Charles Adler az Internetes Szinkronadatbázisban (magyarul)
- Charles Adler az Internet Movie Database-ben (angolul)
- Charles Adler a Rotten Tomatoeson (angolul)
- Hivatalos weboldal